# Staticobium latifoliae
Staticobium latifoliae är en insektsart. Staticobium latifoliae ingår i släktet Staticobium och familjen långrörsbladlöss. Inga underarter finns listade i Catalogue of Life.